# Здание администрации Адмиралтейского судостроительного завода
Здание администрации Адмиралтейского судостроительного завода («Малое Адмиралтейство») — памятник архитектуры. Расположен в Адмиралтейском районе Санкт-Петербурга, современный адрес дома — Лоцманская улица, 3.
В 1797—1799 годах участок был занят длинным двухэтажным каменным зданием по проекту В. П. Стасова — «сухопутными провиантскими магазейнами». В 1908 году Городская управа передала участок Адмиралтейскому заводу, утверждённый 5 июня 1913 года проект нового здания заводоуправления разработал заводской архитектор Николай Павлович Козлов. Здание на гранитном цоколе было изначально четырёхэтажным, на крыше была расположена деревянная оштукатуренная башня с беседкой и флагштоком (из-за неё здание было похоже на Главное Адмиралтейство, за что и получило своё прозвище), на фасаде было шесть колонн по краям и двенадцать в центре. К 1916 году строительство было завершено, в здании расположились заводоуправление, конструкторское бюро, фотолаборатория.
В 1936 году, после передачи здания Ленинградскому кораблестроительному институту, по проекту М. С. Рейзмана и В. Трофимова здание было надстроено на этаж и получило северное крыло.